# إدارة المخاطر المالية
إدارة المخاطر المالية هي ممارسة حماية القيمة الاقتصادية في الشركة باستخدام الأدوات المالية لإدارة التعرض للمخاطر: المخاطر التشغيلية، مخاطر الائتمان ومخاطر السوق، مخاطر الصرف الأجنبي، مخاطر الشكل، مخاطر التقلب، مخاطر السيولة، مخاطر التضخم، مخاطر الأعمال، المخاطر القانونية، مخاطر السمعة، مخاطر القطاع إلخ. وعلى غرار الإدارة العامة للمخاطر، تتطلب إدارة المخاطر المالية تحديد مصادرها وقياسها وخطط معالجتها.
يمكن أن تكون إدارة المخاطر المالية نوعية وكمية. كتخصص في إدارة المخاطر، تركز إدارة المخاطر المالية على متى وكيف يتم التحوط باستخدام الأدوات المالية لإدارة التعرض المكلف للمخاطر.
في القطاع المصرفي في جميع أنحاء العالم، تعتمد المصارف النشطة دوليا اتفاقات بازل عموما لتتبع المخاطر التشغيلية والائتمانية والسوقية والإبلاغ عنها وفضحها.

## استخدامات إدارة المخاطر المالية
تنص نظرية التمويل (أي الاقتصاد المالي) على أن الشركة يجب أن تأخذ على المشروع إذا زادت من قيمة المساهمين. كما تظهر نظرية التمويل أن مديري الشركات لا يستطيعون خلق قيمة للمساهمين، الذين يطلق عليهم أيضا اسم مستثمريها، من خلال تنفيذ المشاريع التي يمكن للمساهمين القيام بها لأنفسهم بنفس التكلفة.
وعند تطبيق هذا على إدارة المخاطر المالية، فإن هذا يعني ضمنا أن مديري الشركات لا ينبغي أن يتحوطوا المخاطر التي يستطيع المستثمرون التحوط لها بنفس التكلفة. وقد تم التقاط هذه الفكرة من خلال ما يسمى «اقتراح التحوط غير ذي صلة» في السوق المثالية، لا يمكن للشركة خلق قيمة عن طريق التحوط من المخاطر عندما يكون سعر تحمل هذا الخطر داخل الشركة هو نفس سعر تحملها خارج الشركة. في الممارسة العملية، من غير المرجح أن تكون الأسواق المالية أسواقا مثالية.When applied to financial risk management, this implies that firm managers should not hedge risks that investors can hedge for themselves at the same cost. This notion was captured by the so-called "hedging irrelevance proposition": In a منافسة مثالية، the firm cannot create value by hedging a risk when the price of bearing that مخاطرة within the firm is the same as the سعر of bearing it outside of the firm. In practice, financial markets are not likely to be perfect markets.
وهذا يشير إلى أن مديري الشركات لديهم على الأرجح العديد من الفرص لخلق قيمة للمساهمين باستخدام إدارة المخاطر المالية، حيث يتعين عليهم تحديد المخاطر التي هي أرخص للشركة لإدارة من المساهمين.
مخاطر السوق التي تؤدي إلى مخاطر فريدة للشركة هي عادة أفضل المرشحين لإدارة المخاطر المالية.تتغير مفاهيم إدارة المخاطر المالية تغيرا كبيرا في المجال الدولي. وتواجه الشركات المتعددة الجنسيات عقبات عديدة مختلفة في التغلب على هذه التحديات. وقد أجريت بعض البحوث بشأن المخاطر التي يجب على الشركات أن تنظر فيها عند العمل في العديد من البلدان،
مثل الأنواع الثلاثة من التعرض للنقد الأجنبي لمختلف الآفاق الزمنية المستقبلية: التعرض للمعاملات